# Порфирий (Фотиадис)
Митрополит Порфирий (Фотиадис) (греч. Μητροπολίτης Πορφύριος Φωτιάδης; 1800, Мандамадос, Османская империя — 9 февраля 1852, Мандамадос, Османская империя) — епископ Константинопольской православной церкви; митрополит Критский (1839).

## Биография
Родился в начале XIX века в селении Мандамадос на острове Лесбос, в Османской империи.
После рукоположения в сан иеродиакона служил архидиаконом патриарха Константинопольского Григория V.
В 1824 году состоялась его хиротония во епископа и возведение в достоинство митрополита Серрейского и Нигритского.
В 1829 году был назначен управляющим Митилинской митрополией.
В августе 1839 года был избран митрополитом Критским, но уже 9 (21) сентября 1839 года написал прошение об увольнении на покой по состоянию здоровья и вернулся в родное селение Мандамадос на острове Лесбос, где и скончался 9 февраля 1852 года.